# 火铣
火铣是一種筒型火器，最早出现在中國宋代，为竹竿中装入火药，後来发展为铜製，成为铜火铣，也即世界上最早的大炮，明朝以後進一步用生鐵來製作。但在在中國，其威力和準確度較為不足，在軍事上的作用仍然有限，後由西方人發展後，明末傳入的佛朗機炮即較當時明代原有的火銑要先進。